# Hideo Ishikawa
Pour les articles homonymes, voir Ishikawa.
Hideo Ishikawa (石川 英郎, Ishikawa Hideo), né le 13 décembre 1969 dans la préfecture de Hyōgo, est un seiyū (acteur de doublage japonais), ancien étudiant de l'université Soai

## Rôles notables
- Bleach : Jūshiro Ukitake
- Boys Be : Yoshihiko Kenjo
- Compilation of Final Fantasy VII : Cait Sith
- Death Note : Raye Penber/Hideki Ide
- Dissidia: Final Fantasy : Squall Leonhart
- Fancy Lala : Hiroya
- Final Fantasy X et Final Fantasy X-2 : Auron
- Gravitation : Tatsuha
- Innocent Venus : Toraji Shiba
- Kingdom Hearts & Kingdom Hearts 2 : Squall Leonhart/Leon
- Kingdom Hearts 2 : Auron
- Letter Bee : Dr. Thunderland Jr.
- Rockman X6 : Rainy Turtloid
- Naruto : Itachi Uchiha
- Naruto Shippûden : Itachi Uchiwa
- One Piece : Fullbody
- Saint Seiya : Jabu
- Transformers: Galaxy Force : Dreadrock
- Yu-Gi-Oh! 5D's : Z-ONE
- kaiji   : funai